# 博克赖克博物馆
博克赖克博物馆（德語：Domein Bokrijk）是一个占地550公顷的省级园区，位于比利时的亨克。该园区以其露天博物馆、树木园和露天游乐场最为著名。该地区作为Natura 2000保护区受到欧洲保护，涵盖鸟类指令区BE2200525“博克赖克及周边”以及部分的栖息地指令区BE2200031“朗贝克、宗德里克贝克、斯兰格贝克和鲁斯特贝克山谷及池塘区和荒地”。

## 历史

### 法国统治前
1252年3月9日，隆恩与欣尼伯爵阿诺德四世将位于亨克、宗霍芬和哈瑟尔特之间的一片名为“Buscurake”或“Buksenrake”（“buk”意为山毛榉，“rake”意为地带）的森林，出售给位于哈瑟尔特库林根的赫肯罗德女修道院。该地名后来由“Bouchreyck”演变为博克赖克（Bokrijk）。赫肯罗德的熙笃会修女在那里建造了修道院农庄，开挖池塘并种植树木。修道院将其农庄出租给“半收成佃户”，即以产出的一半作为租金。该园区原属哈瑟尔特领地，但在1550–1556年哈瑟尔特与赫肯罗德的争议后，转归亨克所有。
1744–1745年间，原有农庄被一座带农庄的庄园所取代。在同一时期的费拉里斯地图（1744–1745）上，该园区被标记为“Boeckraeck”。当时它由一组建筑及周围的花园和农田构成。該林区称为“Broeckraeckbosch”，其西侧则有数个名为“Broeckraeck Vijver”的池塘。直到18世纪末，园区一直归修道院所有，直至1797年法国大革命解散修道院，并于同年4月22日将该地产出售给来自马斯特里赫特的前方济各会修士马塞尔·盖伦（Marcel Geelen）。

### 多次易主
自1797年世俗化起，园区建筑日渐荒废。马塞尔·盖伦持有至1826年，随后同样来自马斯特里赫特的威廉·博丁（Willem Boddin）成为新主人。1850–1859年，自由党政治家、前财务大臣Jacques Coghen拥有该地。1890年，埃德加·马里斯-范希斯（Edgard Maris-Vanhees）购得博克赖克，其家族当年拆除了破败的主宅，仅保留附属建筑，并在原址兴建了一座新古典主义风格的博克赖克城堡，但未能完工。他们委托扬·于贝特·克雷滕（Jan Hubert Creten）设计了英国式园林。1896年，伯爵费迪南·德·梅乌斯与妻子伊达莉·德·波特斯塔（Idalie de Potesta）购买并完成了城堡建设。与马里斯-范希斯家族一样，德·梅乌斯伯爵也在园区内从事林业和木材销售，并在一战前进行铁矿开采。大战期间，他将园区和城堡出售给一德国家庭；1919年，比利时国家对其进行扣押，并于1928年卖给比利时农民联盟的中信信贷社（S.V. Middenkredietkas）。博克赖克随后被用作示范农业经营，但因经济危机及农民联盟破产而失败。

### 林堡省时期
1938年3月21日，林堡省购得博克赖克；当时的政区首长Hubert Verwilghen倡议将文化与自然项目相结合，但直到多年后才逐步实施。后任省长Louis Roppe通过与人类学家Paul Lindemans的接触，提出建立露天博物馆的设想。1953年10月6日，省议会在省长推动下决定在博克赖克设立一个露天博物馆。1954年，约瑟夫·韦因斯和保罗·林德曼斯等人正式创立了博物馆。战后工业化和五十年代日益增长的富裕使弗拉芒地区传统建筑面临消失危险，博物馆旨在防止文化和历史价值建筑的灭失。约瑟夫·韦因斯被任命为项目协调员，并成为首任馆长。

## 博克赖克省级园区
博克赖克省级园区占地550公顷，位于广阔的森林与自然区之中。其中最著名的是露天博物馆，但这仅是整个休闲区的一部分。园区内还建有一个露天遊樂場、一个树木园和一个香气与色彩花园。多条徒步和自行车道与林堡省的自行车路线网络相连，贯穿全园。
自2016年4月起，游客可在林堡骑行网络节点91处，沿一条长212米、宽3米的水上自行车道穿越博克赖克的池塘，两侧的水面与视线平齐。2018年4月11日，该项目荣获世界景观建筑奖。同年8月，美国《時代雜誌》将“水中骑行”（Fietsen door het water）评为全球100个必游之地之一。
园区还曾作为多部电视剧和电影的拍摄地，如电视剧《Johan en de Alverman》及漫画改编电影《De duistere diamant》。

### 露天博物馆
博克赖克露天博物馆于1958年4月12日正式对外开放。博物馆核心收藏由约140栋建筑组成，此外还收藏了各类工具和日常用具，共计约3万件珍贵的物质文化遗产，展示17世纪至1950年的日常生活。

#### 约瑟夫·韦因斯
约瑟夫·韦因斯是博克赖克露天博物馆的创始人和首任馆长。他专攻物质民俗文化与地方史，1953年被林堡省政府聘来筹建露天博物馆。当时已迁建了一座来自卢门的长廊农舍——“韦伦斯农舍”，该农舍以艺术家Charles Wellens之名命名，他在迁建时添加了若干典型元素。

#### 建筑收藏
博物馆收藏了140座历史建筑（不含小型构筑物如烤炉或家禽围栏）。尽管最古老的建筑可追溯至1507年，但主体为17世纪晚期至19世纪末的乡村遗产，重点展示历史农庄及谷仓。此外，还保存了村社生活所需的重要建筑（铁匠铺、学校、教堂、客栈及手工业作坊），并重现了一条城镇街景。
在博物馆早期建设（1953–1958年）阶段，团队专门寻找具有建筑技术价值或地域典型风格的建筑。这些建筑大多已严重破败，需拆解搬迁，并在详细编号、绘制图纸后按原状重建，直至最初模样。
虽然建筑源自佛兰德各地，但在博克赖克汇集成具有代表性的乡村群落。弗拉芒乡村从中世紀後期至第一次世界大战期间风貌变化不大。博物馆呈现了近世乡村生活的景象。随着比利时及弗拉芒遗产法规修订，历史建筑只能“原址”保护，不得迁移重建，这意味着博克赖克露天博物馆的建筑收藏将不再增长。

#### 奇异森林
2002年，艺术家Hugo Duchateau在博物馆中创作了“奇异森林”装置，共有约二十件作品沿连接坎彭、东弗兰德、 西弗兰德及老城的林间小径排列，探讨“森林”“居住”“林中生活”及“人–自然关系”等概念的象征意义。该装置与环境融为一体，既低调又引人遐想。

### 树木园
博克赖克拥有比利时最丰富的植物收藏之一。1965年在18公顷土地上建立了树木园。部分藏品以主题花园形式展现：地中海花园、蕨类植物园、森林花园和沼泽花园。园内还有国家级竹子收藏，以及欧洲最大的冬青参考藏品，并作为美国冬青协会的官方试验园。博克赖克也因杜鵑花和映山红闻名。
部分植物收藏分布于树木园之外，如草本花园、历史品种菜园和高杆果园。城堡及游乐场附近则是香气与色彩花园。博克赖克树木园的藏品可通过PLANTCOL查询，全年开放。

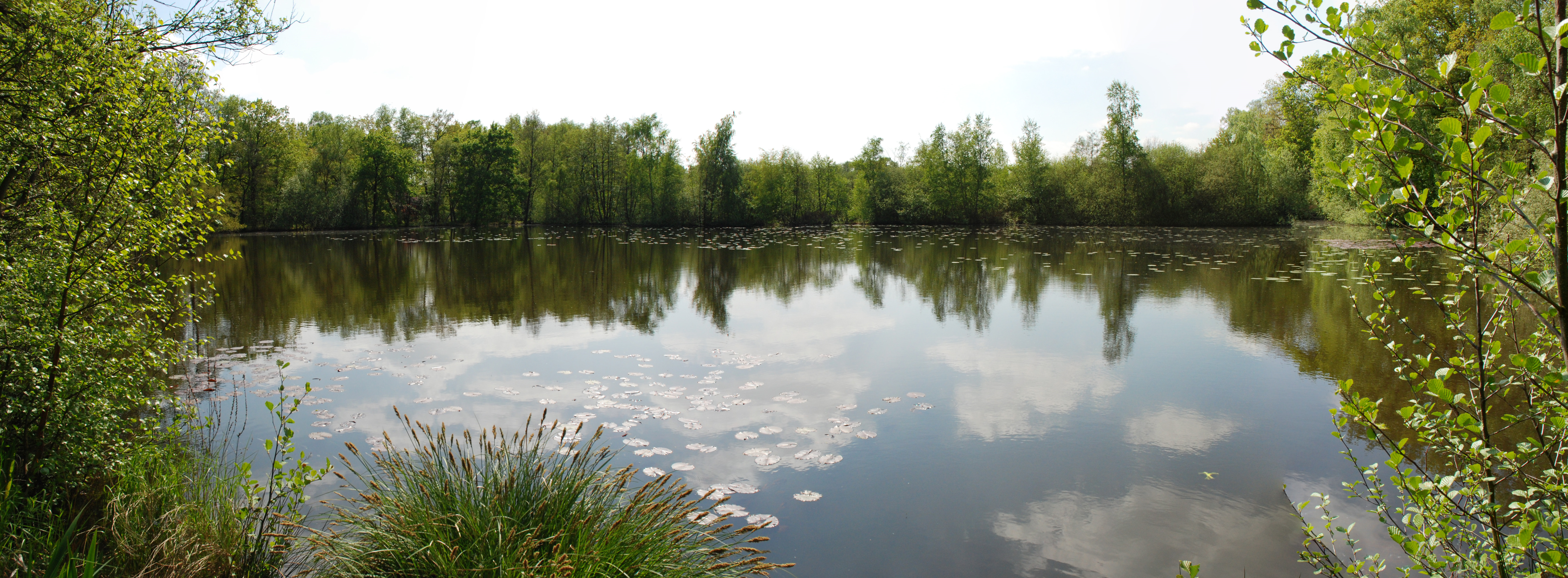
博克赖克的一处池塘

### 游乐场
该游乐场是比利时最大的免费游乐场，首批游乐设施建于1951年。

## 画廊

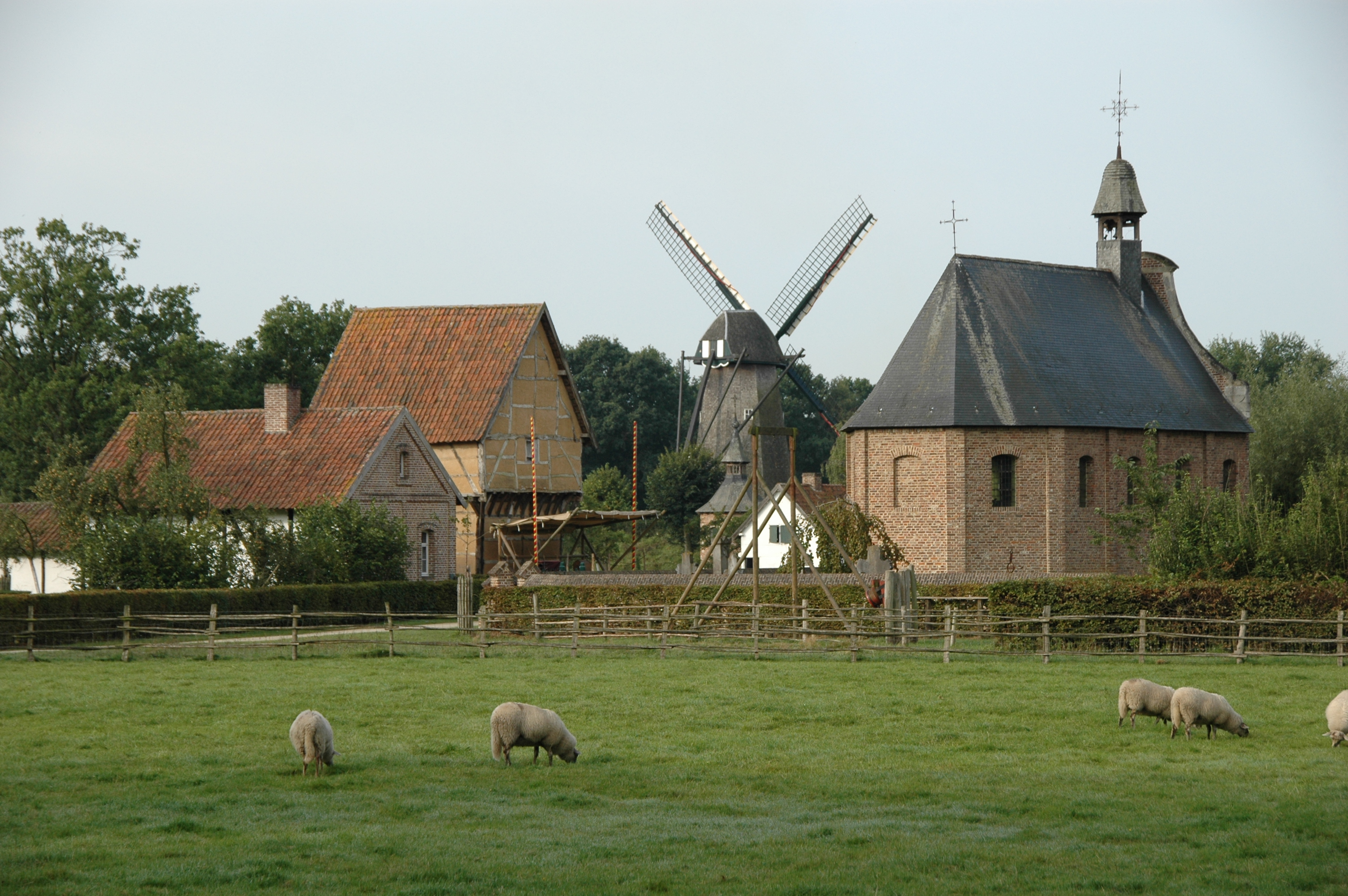
哈斯彭霍博物馆区的村庄核心
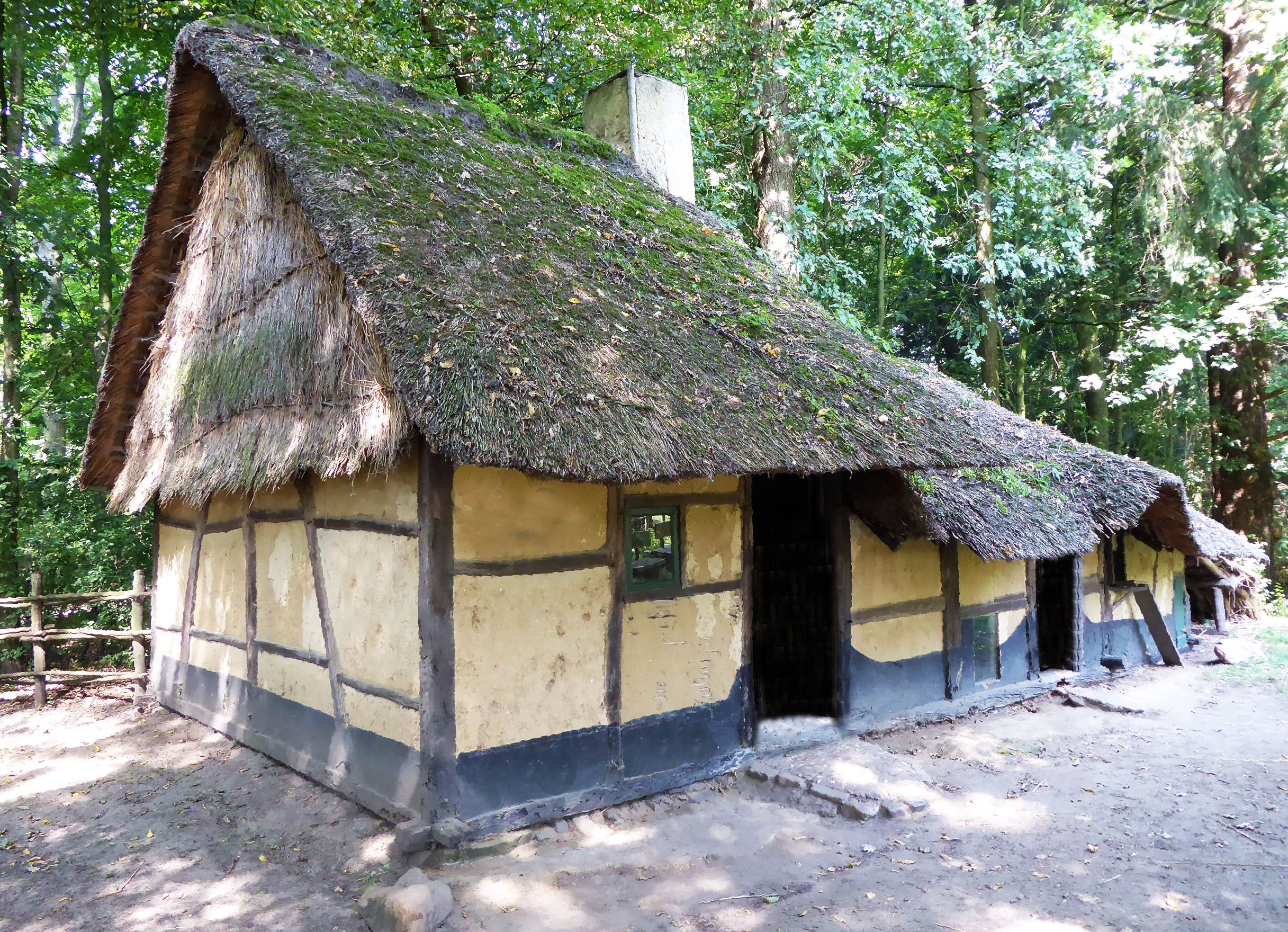
“地窖小屋”——地下坑屋重建，坎彭地区最原始的居住形式之一
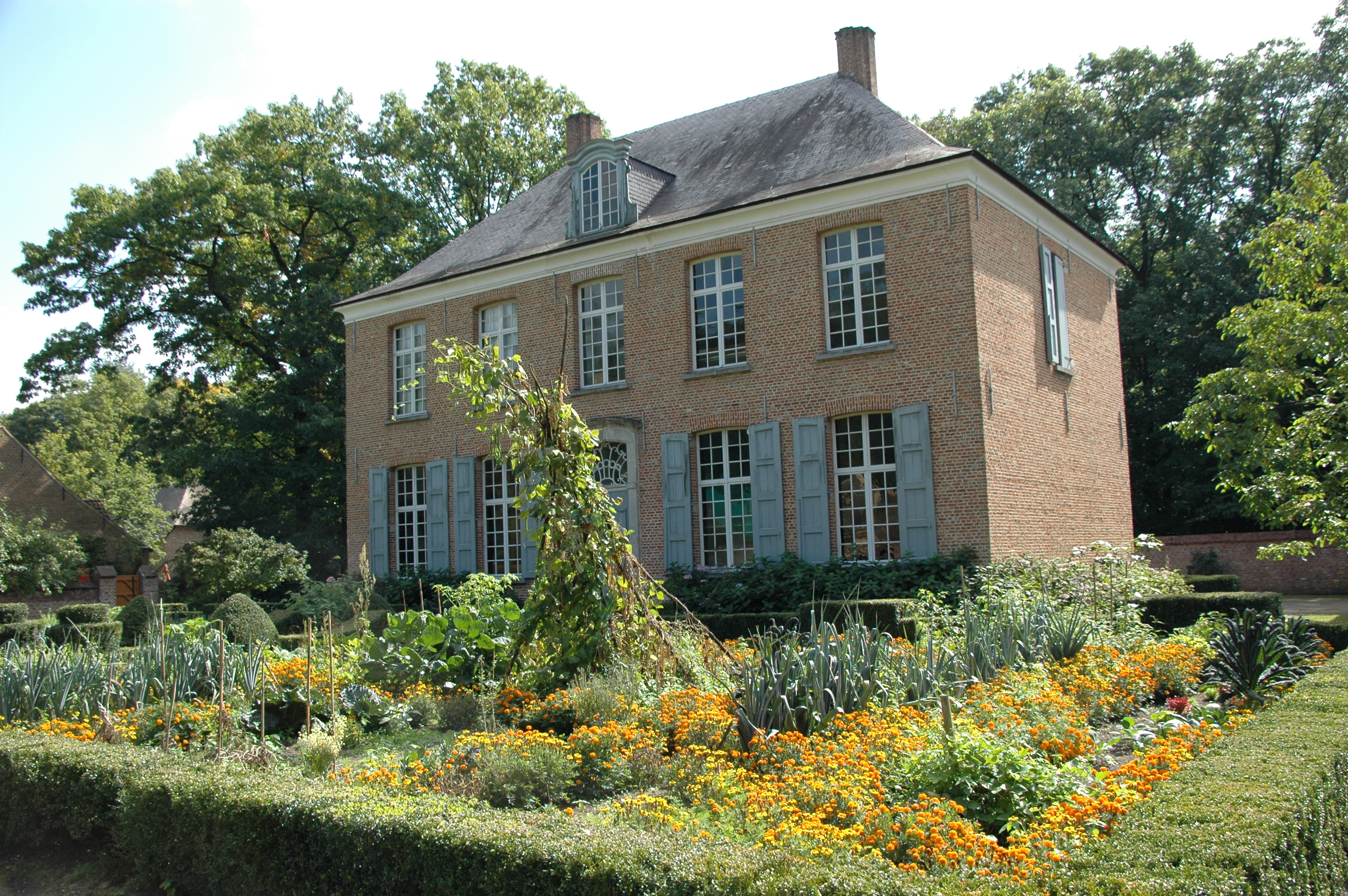
施里克教区牧师住宅
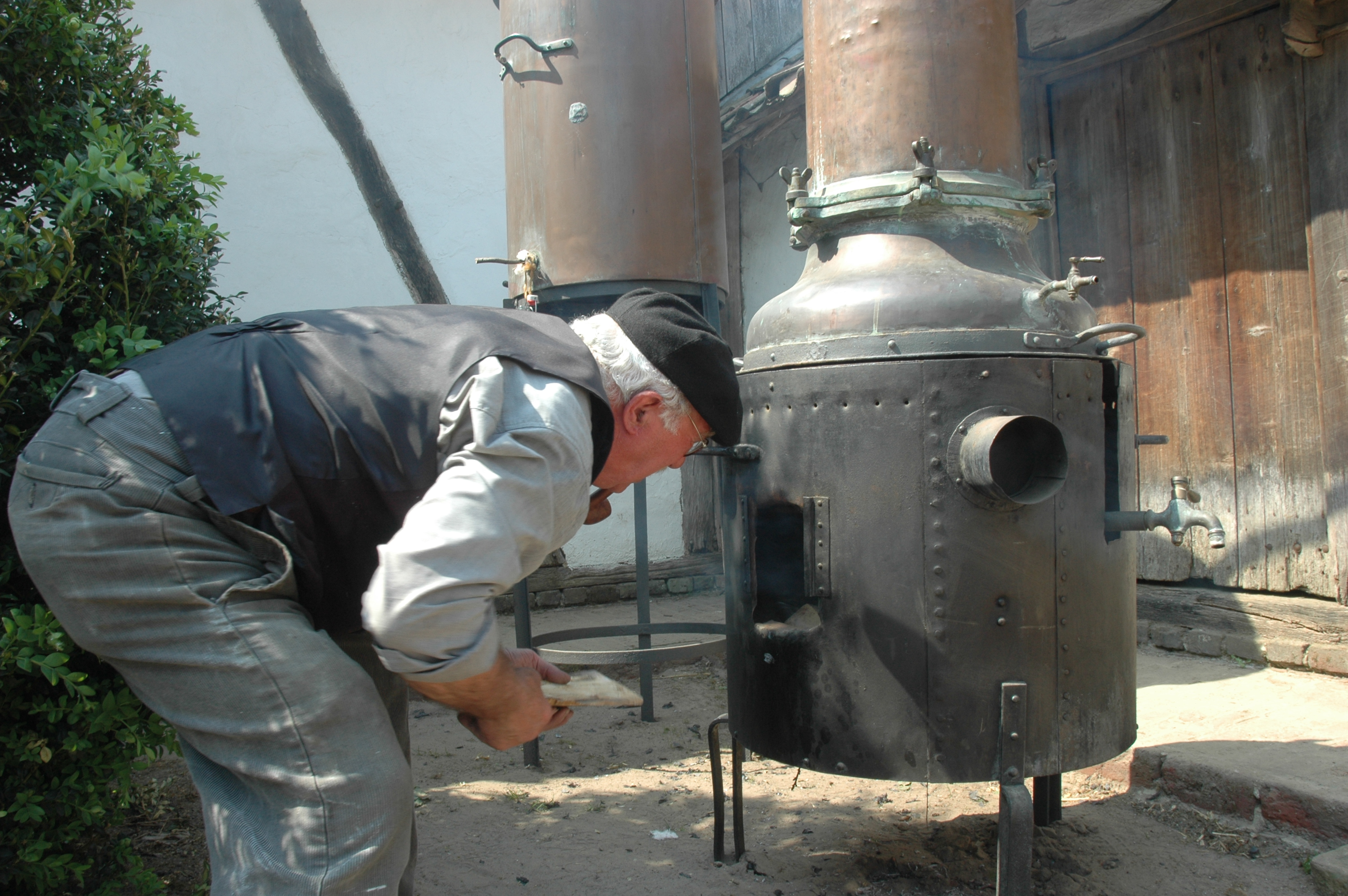
体验与示范——在原装蒸馏桶中制作荷兰杜松子酒
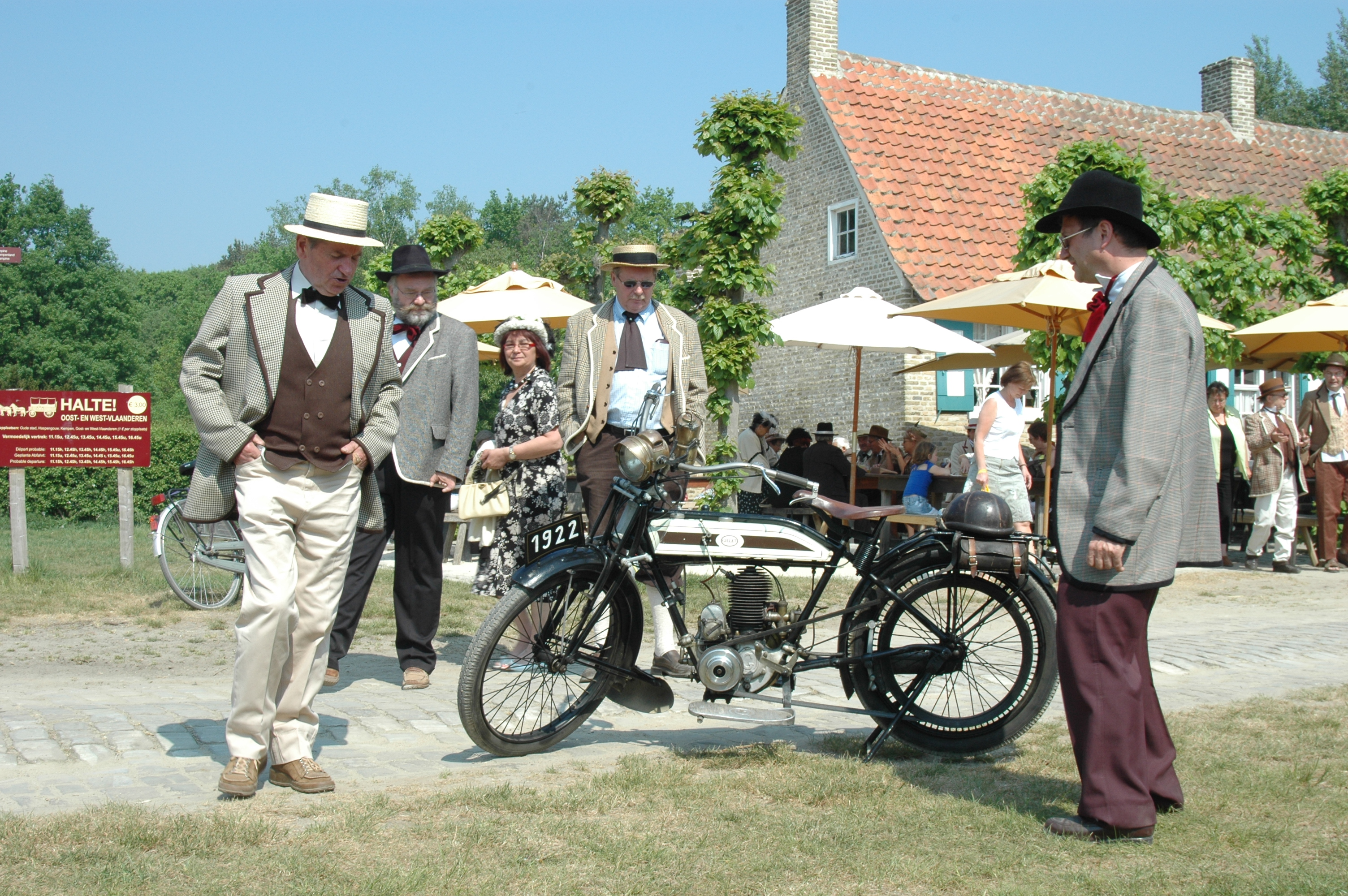
现场历史——通过博物馆活动还原历史
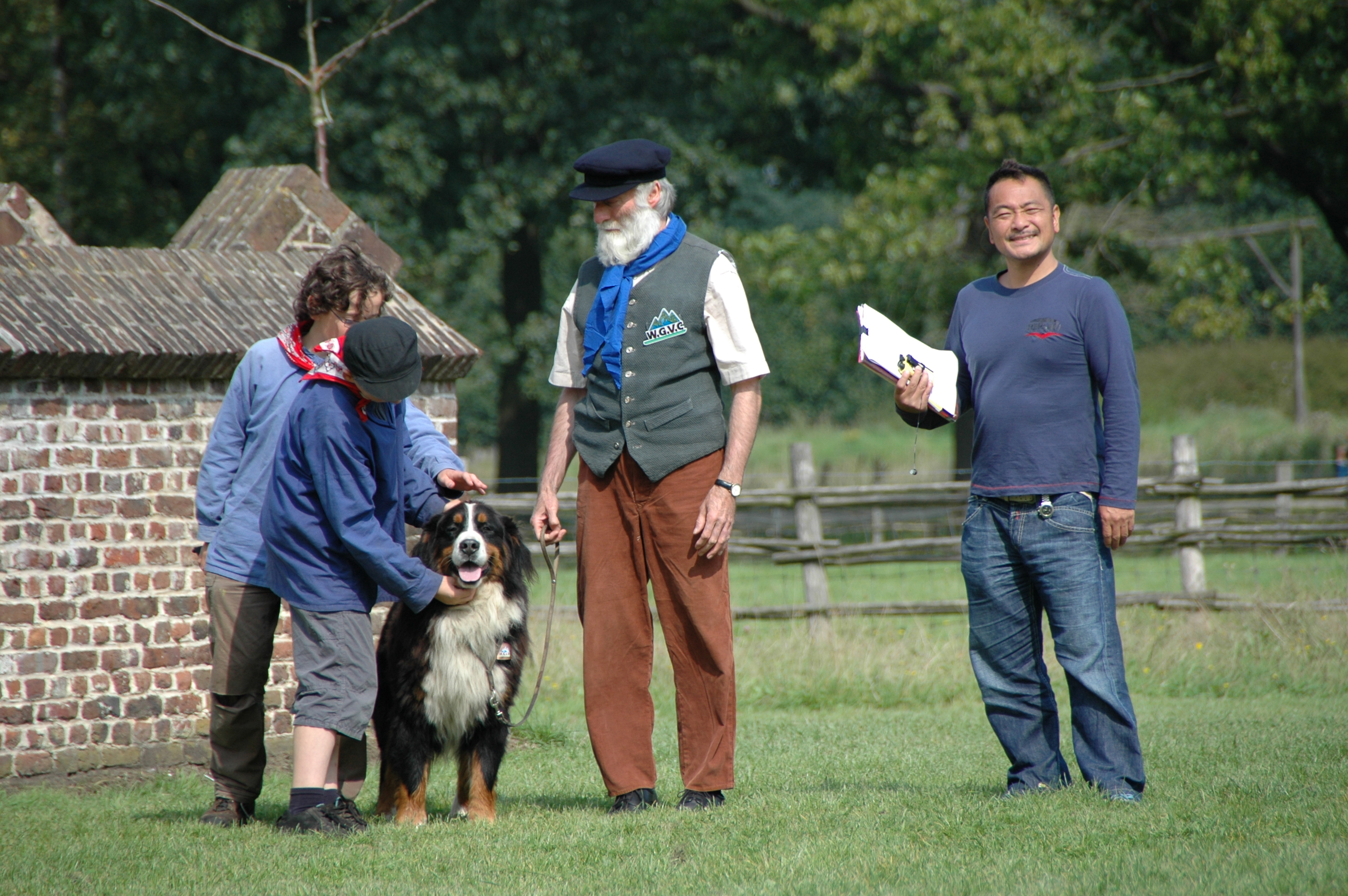
博克赖克电影外景地——富士电视台拍摄《佛兰德斯之犬》（2007年）
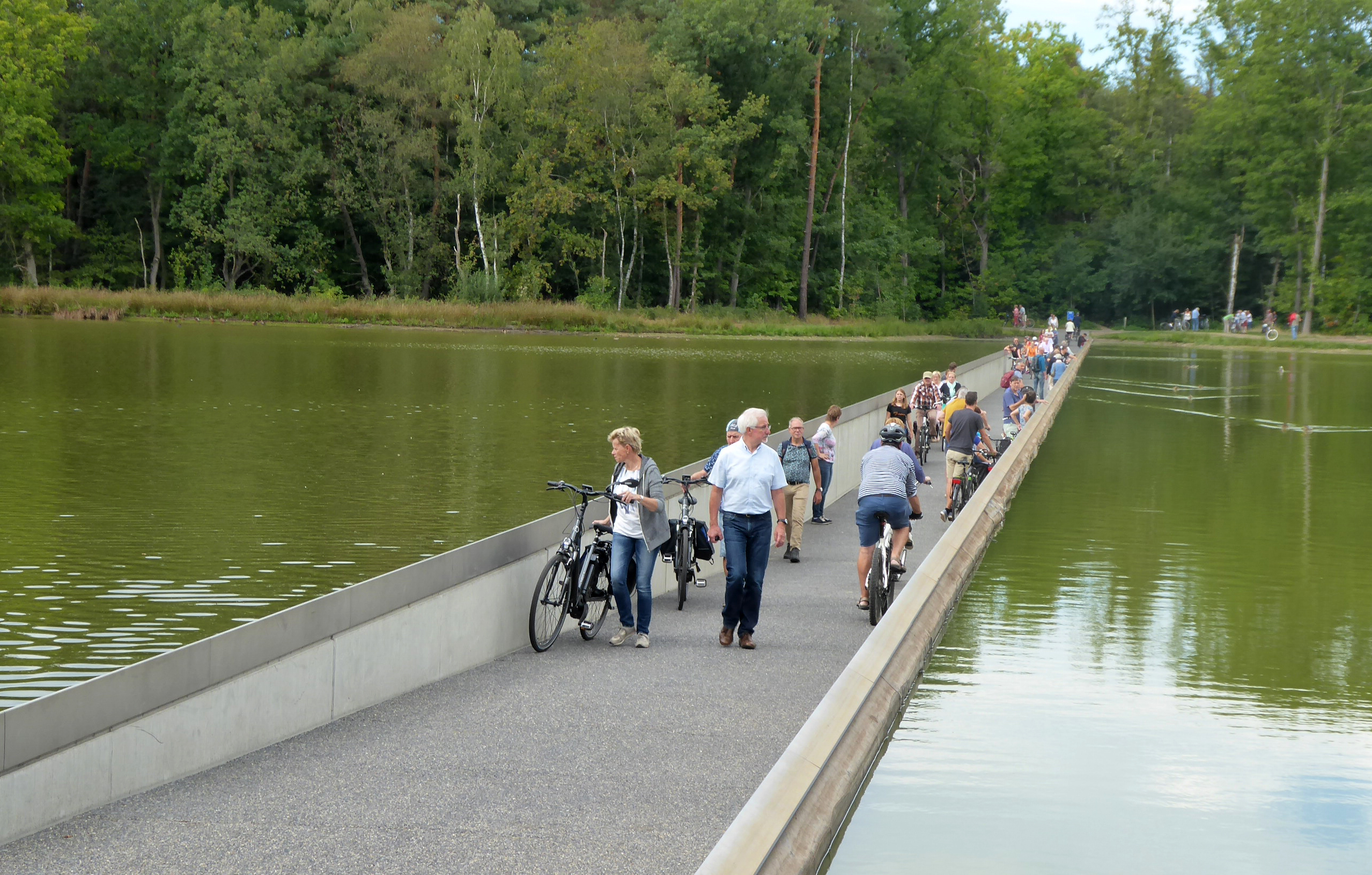
水上骑行（及漫步）
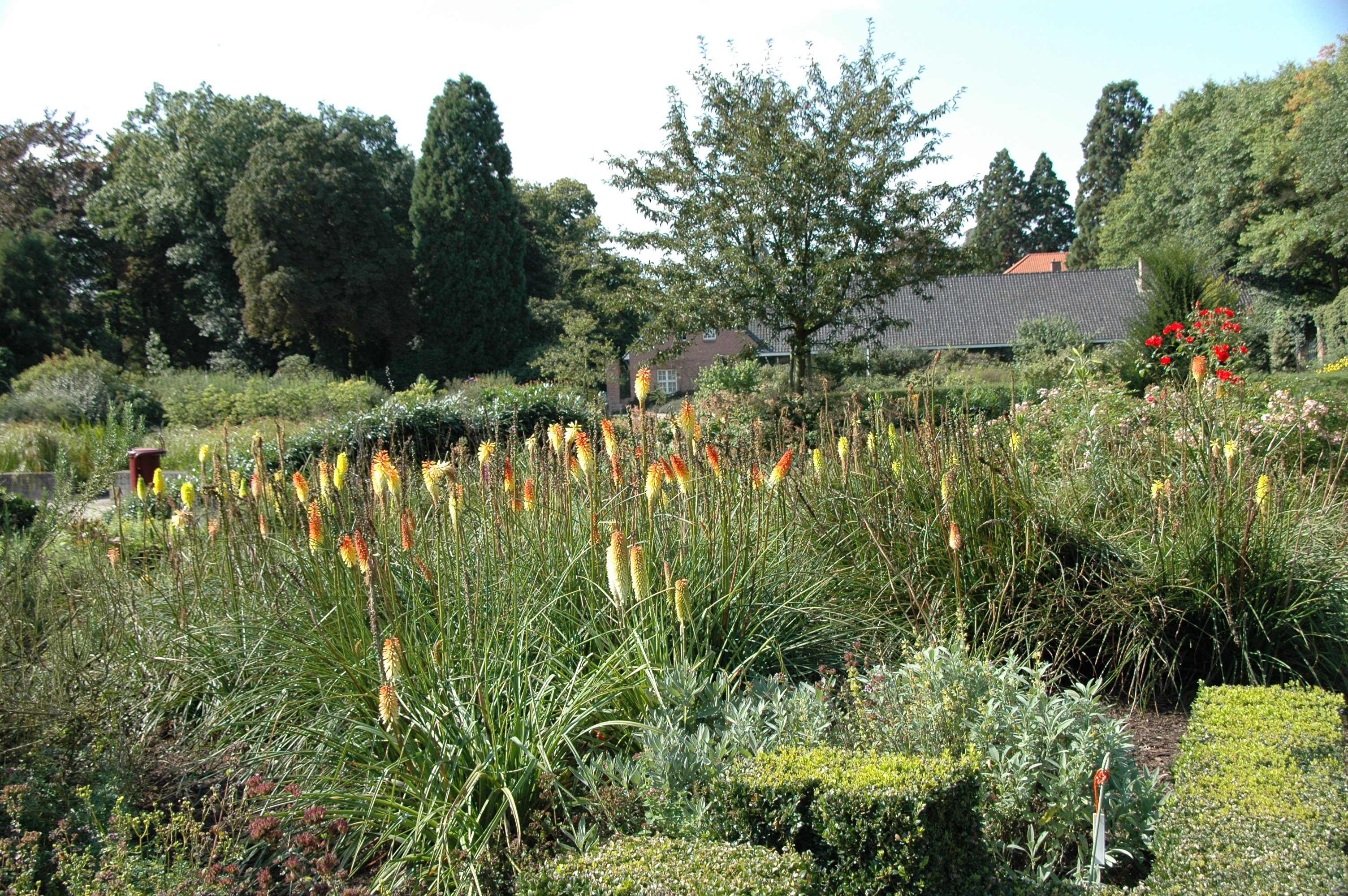
博克赖克城堡旁的香气与带色彩的花园
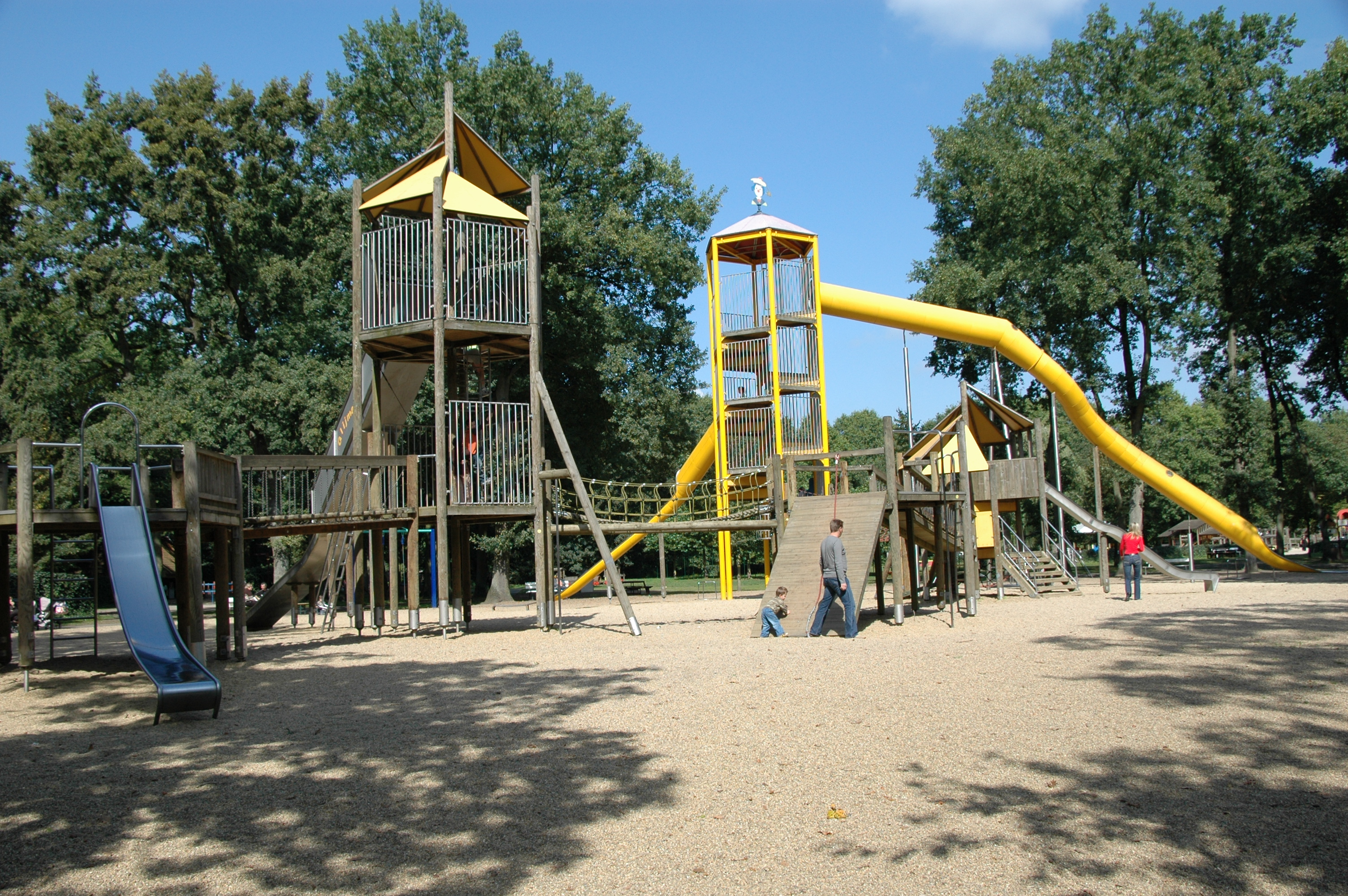
博克赖克露天游乐场
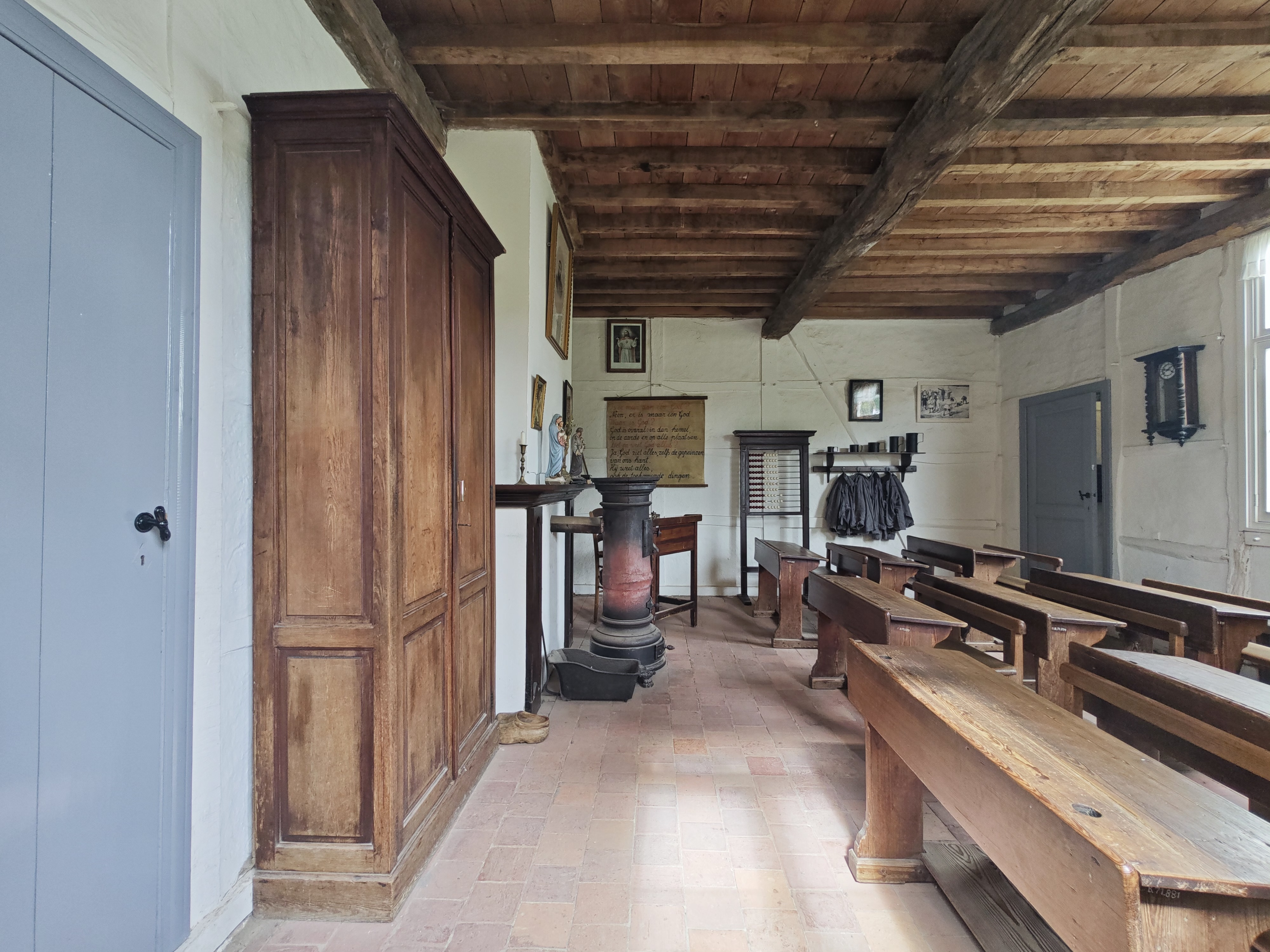
博克赖克用以演示的教室内景

## 相关文献
- Bokrijk, themanummer van het tijdschrift Vlaanderen, 24, nr. 147, juli-augustus 1975.
- Boesmans (Annick) en De Ceuster (Paul). "Beeldig" Bokrijk. Gent, Snoeck-Ducaju & Zoon, provincie Limburg, Grafische Studio, 1998, 132p.
- De Keyzer (Laurens ). Het Openluchtmuseum van Bokrijk. Gent-Amsterdam, Ludion, Ludion Guides, 2001, 128p. (foto's Michiel Hendryckx
- De Keyzer (Laurens). The Open-Air Museum Bokrijk. Gent-Amsterdam, Ludion, Ludion Guides, 2001, 128p. (foto's: Michiel Hendryckx)
- De Rynck (Patrick) red. Achter de Traditie. Op zoek naar een levend verleden. Leven en werk van Jozef Weyns. Antwerpen, Provincie Antwerpen, Streekgericht, nr.2, 2008, 287p. (ISBN 978-90-6625-110-6)
- Laenen, (Marc) (ed. Pesch (Diether)). Flämische Volkskunst : Flämisches Freilichtmuseum Bokrijk : Museumsverein Dorenburg Nierrheinisches Freilichtmuseum Grefrath. Grefrath, Niederrheinisches Freilichtmuseum, 1975 , 32p.
- Minders (Willy). Bokrijk zin en zijn. Uitgeverij Lannoo, uitgave door bestendige deputatie van Limburg, 1970.
- Ceyssens (Kristien) en Nouwen (Robert). Ensuring the Future of our Past. The New Depot of the Provincial Bokrijk Open Air Museum, in Conference Report 2007 Association of European Open Air Museums. onder redactie van De Jong (Ad); Kerkhoven (Jaap) en Nouwen (Robert), Arnhem, Enkhuizen, Genk, 2007, 191-197
- Raskin (Ludo) en Duchateau (Hugo). Het vreemde bos. Antwerpen, Petraco - PANDORA, 2002. (installaties van H. Duchateau, deels gerealiseerd in Bokrijk)
- Rentzhog (Sten). Open Air Museums. The history and future of a visionary idea. Kristianstad, Carlsson/Jamtli, 2007, 530p. (ISBN 978-91-7948-208-4)
- Weyns (Jozef). Omstandige Gids van het Openluchtmuseum te Bokrijk. Beringen, Peters, 2e ed., 1967, 121p.